# Álvaro Moreyra

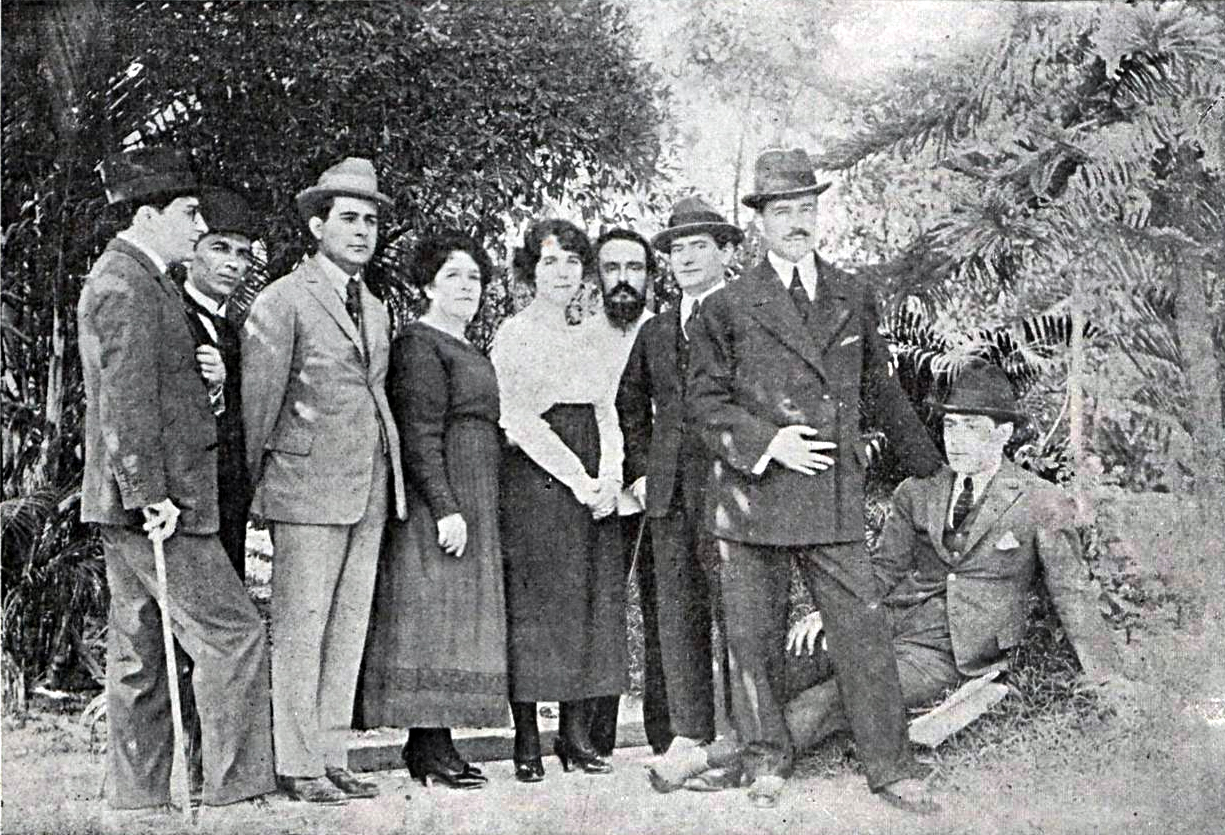
Amigos na chácara do escultor Rodolfo Pinto do Couto. Da esquerda para a direita: Álvaro Moreyra, Wedemar Ferreira, Gastão da Silveira, Nicolina de Assis, Sra. Botafogo, Rodolfo Pinto do Couto, João Daudt, Francisco Thompson Flores e Felipe de Oliveira.

Álvaro Maria da Soledade Pinto da Fonseca Velhinho Rodrigues Moreira da Silva (Porto Alegre, 23 de novembro de 1888 — Rio de Janeiro, 12 de setembro de 1964) foi um poeta, cronista e jornalista brasileiro.
Modificou voluntariamente o longo nome de família para Álvaro Moreyra, com y, para que esta letra "representasse as supressões" destes nomes.

## Biografia
Filho de João Moreira da Silva e de Rita Pinto da Fonseca, estudou no colégio jesuíta de São Leopoldo. Ao terminá-lo foi trabalhar como jornalista em Porto Alegre, no Petit Journal e depois no Jornal da Manhã, de Alcides Maya. Mudou-se para o Rio de Janeiro, onde formou-se em direito em 1910. Entre 1912 e 1914 esteve em Paris e viajou também à Itália, Bélgica e Inglaterra. De volta ao Brasil, iniciou a carreira jornalística no Rio, tendo sido redator de Fon-Fon, Bahia Ilustrada, A Hora, Boa Nova, Ilustração Brasileira, na qual exerceu cargo de Diretor, tendo sido homenageado por amigos e admiradores com almoço no Restaurante Assyrio (ver Ilustração Brasileira, Julho, 1923), Diretrizes e Para Todos. Com Brício de Abreu, criou o periódico Dom Casmurro.
Admirador das artes cênicas, fundou no Rio de Janeiro, em 1927, o "Teatro de Brinquedo", junto com Eugênia Álvaro Moreyra, o primeiro movimento racionalmente estruturado no país para a renovação do teatro. Em 1937, apresentou à Comissão de Teatro do Ministério da Educação e Cultura, um plano de organização de uma "Companhia Dramática Brasileira", que foi aceito. Com ela, Álvaro Moreyra excursionou aos estados de São Paulo e Rio Grande do Sul, e fez temporada de três meses no Teatro Regina, do Rio.
A partir de 1942 teve destacada atuação no rádio brasileiro, onde além de escrever crônicas, também as interpretava. Participou do programa "Conversa em Família" e apresentava uma crônica diária de cinco minutos no programa "Bom-dia Amigos".
Em 1958 recebeu o prêmio do melhor disco de poesia com os Pregões do Rio de Janeiro. Era membro da Fundação Graça Aranha, da Sociedade Felipe d’Oliveira, da Academia Carioca de Letras e do Pen Clube do Brasil. 
Era casado com Eugênia Álvaro Moreyra,  líder feminista e sua companheira de teatro e jornalismo. A  residência do casal, em Copacabana, era ponto de encontro de escritores e intelectuais. Após a morte de Eugênia, Álvaro casou-se com Cyla Rosenberg.
A veia jornalística de Eugênia e Álvaro Moreyra persistiu na família: o filho Sandro foi cronista esportivo; as netas, Sandra e  Eugênia Moreyra são jornalistas, e a bisneta Cecília formou-se em comunicação.

## Obras

### Poesia
- 1909 - Degenerada
- 1909 - Casa desmoronada
- 1910 - Elegia da bruma
- 1911 - Legenda da luz e da vida
- 1916 - Lenda das rosas
- 1929 - Circo
- 1933 - Caixinha dos três segredos

### Prosa
- 1915 - Um sorriso para tudo
- 1921 - O outro lado da vida
- 1923 - A cidade mulher
- 1924 - Cocaína
- 1927 - A boneca vestida de Arlequim
- 1933 - O Brasil continua
- 1936 - Tempo perdido
- 1946 - Teatro espanhol na Renascença
- 1954 - As amargas, não...
- 1955 - O dia nos olhos
- 1958 - Havia uma oliveira no jardim

### Teatro
- 1929 - Adão e Eva e outros membros da família
- 1927 - Noé e os outros (Theatro João Caetano)

### Discursos
O mais conhecido é o dedicado a Olavo Bilac, na sessão solene do Conselho Municipal de Porto Alegre, em 1916.

## Academia Brasileira de Letras
Álvaro Moreyra foi membro da Academia Brasileira de Letras, sendo o quarto ocupante da cadeira 21. Foi eleito em 13 de agosto de 1959, na sucessão de Olegário Mariano, tendo sido recebido por Múcio Leão em 23 de novembro de 1959.